# Eccitazione (meccanica quantistica)
In meccanica quantistica l'eccitazione è la transizione di un sistema dallo stato fondamentale a uno stato eccitato, cioè uno stato quantico di maggiore energia. Durante l'eccitazione il sistema cattura una quantità discreta di energia dall'ambiente.
Gli stati eccitati hanno generalmente vita limitata: prima o poi, cioè, il sistema decade in uno stato energetico inferiore, spontaneamente o per l'influenza di fattori esterni (emissione stimolata, laser, ecc.); durante questo processo viene rilasciata la stessa quantità di energia accumulata durante l'eccitazione. L'energia liberata può essere restituita all'ambiente in vari modi, per esempio sotto forma di radiazione elettromagnetica, calore, vibrazione, moto e così via.

## Eccitazione atomica
Nel linguaggio della meccanica quantistica il termine «eccitazione» fa riferimento all'incremento di energia degli elettroni legati ai nuclei atomici.
Attraverso l'apporto di energia, in particolare con assorbimento di fotoni di adeguata frequenza o per effetto di collisioni fra le particelle è possibile portare un elettrone ad un livello energetico superiore a quello del suo stato fondamentale.
| Assorbimento di fotoni | Collisione tra atomi |
| --- | --- |
| Un elettrone di valenza passa ad un livello energetico superiore in un atomo eccitato dall'assorbimento di un fotone (γ). | Con il calore, aumentano le collisioni fra gli atomi vicini. Queste possono promuovere le particelle ad uno stato eccitato. |

L'energia dell'elettrone così eccitato può assumere solo valori discreti, stabiliti dalla formula di Rydberg-Ritz. 
Per esempio, in un atomo d'idrogeno, costituito da un protone intorno al quale orbita un elettrone, è necessaria un'energia di 10,2 elettronvolt per promuovere l'elettrone dallo stato fondamentale al primo stato eccitato. Affinché l'elettrone passi dallo stato fondamentale al secondo stato eccitato è necessario fornire un'energia di 12,1 elettronvolt.
Va comunque rilevato che per caratterizzare lo stato di eccitazione di un atomo non basta specificare la quantità di energia assorbita, ma è necessaria l'indicazione di altri numeri quantici.
Semplificando i principi della meccanica quantistica, si può affermare che un elettrone eccitato “salta” ad un orbitale atomico superiore; se l'energia dell'elettrone eccede quella di legame con il nucleo, l'elettrone abbandona l'atomo che rimane ionizzato. 
Quando l'elettrone si diseccita, rilascia energia emettendo un fotone: dall'energia del fotone, e solo da questa, dipende la sua frequenza, che è responsabile di una linea caratteristica lungo lo spettro di emissione di una fonte di luce. Una parte più o meno grande dell'energia emessa può andare dissipata in forma di calore.

## Esempi
Il caratteristico colore delle fiamme dei metalli alcalini e alcalino terrosi dipende dalla frequenza dei fotoni emessi dagli elettroni eccitati quando ritornano al loro stato fondamentale. L'eccitazione è provocata dalle collisioni fra atomi e molecole dovute al calore che si produce durante la combustione.
Anche nelle lampade a scarica — per esempio nelle comuni lampade al neon — sono le collisioni fra le particelle a provocare l'eccitazione degli atomi, che è indirettamente responsabile dell'emissione luminosa. Tuttavia in questo caso le collisioni non sono innescate dal calore, bensì dalla corrente elettrica che scorre attraverso il plasma.
Una molecola di clorofilla è in grado di espellere un elettrone quando viene eccitata dalla luce solare. Questo processo è alla base della fase luminosa della fotosintesi.